# Agile Unified Process
El Proceso Unificado Ágil de Scott Ambler o Agile Unified Process (AUP) en inglés es una versión simplificada del Proceso Unificado de Rational (RUP).  Este describe de una manera simple y fácil de entender la forma de desarrollar aplicaciones de software de negocio usando técnicas ágiles y conceptos que aún se mantienen válidos en RUP. El AUP aplica técnicas ágiles incluyendo desarrollo dirigido por pruebas (TDD), modelado ágil, gestión de cambios ágil, y refactorización de base de datos para mejorar la productividad.
- Datos: Q956418